# Parasaissetia litorea
Parasaissetia litorea är en insektsart som beskrevs av De Lotto 1967. Parasaissetia litorea ingår i släktet Parasaissetia och familjen skålsköldlöss. Inga underarter finns listade i Catalogue of Life.